# Академическая гребля на летних Олимпийских играх 1932 — двойки
Соревнования среди двоек распашных без рулевого по академической гребле среди мужчин на летних Олимпийских играх 1932 года прошли с 9 по 13 августа в городе Лонг-Бич, который расположен в южной части округа Лос-Анджелес. В соревновании приняли участие 12 спортсменов из 6 стран. Действующие олимпийские чемпионы из Германии Курт Мёштер и Бруно Мюллер не принимали участие в Играх.
До начала соревнований фаворитом считались представители Великобритании Льюис Клайв и Хью Эдвардс, выигравшие в 1931 и 1932 годах Серебряный кубок в рамках королевской регаты Хенли. Британские гребцы смогли оправдать звание фаворитов и выиграли золотые медали, выиграв оба заезда. При этом Хью Эдвардс в тот же день стал ещё и чемпионом в соревнованиях четвёрок. 
Серебряные медали завоевали гребцы из Новой Зеландии Сирил Стайлз и Фредерик Томпсон, на равных сражавшиеся с британскими спортсменами и на предварительном заезде, и в финале. Помимо участия в двойках оба спортсмена вошли в состав новозеландской восьмёрки, однако пробиться в финал им не удалось. Эта медаль стала для Новой Зеландии второй в академической гребле после бронзы Дарси Хэдфилд на Играх 1920 года в соревнованиях одиночек. Следующую медаль в академической гребле новозеландские гребцы выиграют лишь в 1968 году. Бронзовую награду в двойках распашных выиграли чемпионы Европы 1930 года из Польши Хенрик Будзиньский и Ян Миколайчак.
Все призёры соревнований были дебютантами Олимпийских играх. Также Игры в Лос-Анджелесе остались для каждого из них единственными в карьере.

## Призёры
| Золото                                     | Серебро                                          | Бронза                                      |
| Великобритания · Льюис Клайв · Хью Эдвардс | Новая Зеландия · Сирил Стайлз · Фредерик Томпсон | Польша · Хенрик Будзиньский · Ян Миколайчак |

## Рекорды
До начала летних Олимпийских игр 1932 года лучшее олимпийское время было следующим:
| Лучшее олимпийское время | Спортсмены                            | Время  | Место     | Дата           |
| ------------------------ | ------------------------------------- | ------ | --------- | -------------- |
| Лучшее олимпийское время | Германия · Бруно Мюллер · Курт Мёштер | 7:08,2 | Амстердам | 8 августа 1928 |

По ходу соревнований ни один из экипажей не смог превзойти данный результат.

## Расписание
| Дата       | Раунд                  |
| ---------- | ---------------------- |
| 9 августа  | Предварительные заезды |
| 11 августа | Отборочный заезд       |
| 13 августа | Финал                  |

## Результаты

### Предварительный этап
Победители каждого заезда напрямую проходили в финал соревнований. Все остальные спортсмены попадали в отборочный заезд, где были разыграны ещё два финальных места.

#### Заезд 1
| Место | Спортсмен                            | Страна  | Время  | Отставание | Примечания |
| ----- | ------------------------------------ | ------- | ------ | ---------- | ---------- |
| 1     | Хенрик Будзиньский Ян Миколайчак     | Польша  | 7:53,4 | +0,0       | F          |
| 2     | Фернан Вандернотт Марсель Вандернотт | Франция | 7:54,6 | +1,2       | R          |
| 3     | Юджин Кларк Томас Кларк              | США     | 8:03,2 | +9,8       | R          |

#### Заезд 2
| Место | Спортсмен                     | Страна         | Время  | Отставание | Примечания |
| ----- | ----------------------------- | -------------- | ------ | ---------- | ---------- |
| 1     | Льюис Клайв Хью Эдвардс       | Великобритания | 7:47,0 | +0,0       | F          |
| 2     | Сирил Стайлз Фредерик Томпсон | Новая Зеландия | 7:50,2 | +3,2       | R          |
| 3     | Годфрид Роэлл Питер Рулофсен  | Нидерланды     | 7:51,8 | +4,8       | R          |

### Отборочный заезд
Первые два экипажа из отборочного заезда проходили в финал. Остальные гребцы выбывали из соревнований.
| Место | Спортсмен                            | Страна         | Время  | Отставание | Примечания |
| ----- | ------------------------------------ | -------------- | ------ | ---------- | ---------- |
| 1     | Годфрид Роэлл Питер Рулофсен         | Нидерланды     | 8:10,0 | +0,0       | F          |
| 2     | Сирил Стайлз Фредерик Томпсон        | Новая Зеландия | 8:11,4 | +1,4       | F          |
| 3     | Фернан Вандернотт Марсель Вандернотт | Франция        | 8:13,0 | +3,0       |            |
| 4     | Юджин Кларк Томас Кларк              | США            | 8:23,0 | +13,0      |            |

### Финал
Со старта заезда вперёд вырвались гребцы из Польши, которые лидировали до середины гонки. Затем вперёд вырвались спортсмены из Великобритании и Новой Зеландии. Вновь, как и не предварительном этапе, британские гребцы были быстрее и завоевали олимпийское золото, опередив новозеландских спортсменов на 2,4 с. Борьба за бронзу велась до последних метров дистанции. На финише всего на 0,2 с. быстрее оказались польские гребцы, вырвавшие третье место у спортсменов из Нидерландов.
| Место | Спортсмен                        | Страна         | Время  | Отставание |
| ----- | -------------------------------- | -------------- | ------ | ---------- |
| 1     | Льюис Клайв Хью Эдвардс          | Великобритания | 8:00,0 | +0,0       |
| 2     | Сирил Стайлз Фредерик Томпсон    | Новая Зеландия | 8:02,4 | +2,4       |
| 3     | Хенрик Будзиньский Ян Миколайчак | Польша         | 8:08,2 | +8,2       |
| 4     | Годфрид Роэлл Питер Рулофсен     | Нидерланды     | 8:08,4 | +8,4       |